# Astragalus hickenii
Astragalus hickenii es una especie de planta del género Astragalus, de la familia de las leguminosas, orden Fabales.

## Distribución
Astragalus hickenii se distribuye por Argentina.

## Taxonomía
Fue descrita científicamente por E. Gomez-Sosa. Fue publicada en Hickenia 2: 5 (1983).